# Əliəddin Abbasov
Əliəddin Dəyyan oğlu Abbasov (russisch: Алиаддин Дайян оглы Аббасов, englische Transkription Aliaddin Dayyan oglu Abbasov; * 1. August 1952 in Bənəniyar, Autonome Sozialistische Sowjetrepublik Nachitschewan, Aserbaidschanische Sozialistische Sowjetrepublik) ist ein aserbaidschanischer Chemiker, der auf dem Gebiet der Sorption forscht.

## Leben und Leistungen
Əliəddin Abbasov wurde am 1. August 1952 in dem Dorf Bənəniyar geboren, welches heute zur Autonomen Republik Nachitschewan gehört. Im Jahr 1969 legte er das Abitur ab und begann als Chemiker in seinem Heimatdorf und in Xanağa zu arbeiten, wobei er von 1974 bis 1977 als Lehrer an der weiterführenden Schule in Xanağa tätig war. Ab 1977 vertiefte er seine Ausbildung an der Graduiertenschule des Instituts für anorganische und physikalische Chemie der Akademie der Wissenschaften der Aserbaidschanisch Sozialistischen Sowjetrepublik. Von 1993 bis 2002 war Abbasov Direktor des regionalen Wissenschaftszentrums Nachitschewan und übernahm im Jahr 2003, nach der Gründung der Zweigstelle der Nationalen Akademie der Wissenschaften Aserbaidschans in Nachitschewan, die Leitung des dortigen Instituts für natürliche Ressourcen. Neben seiner Forschung unterrichtet Abbasov Chemie an der Staatlichen Universität Nachitschewan.
Abbasovs Forschungsschwerpunkte bilden Untersuchungen der Ionenaustauscheigenschaften von organischen und anorganischen Sorbentien in Hinsicht auf kinetische und thermodynamische Aspekte, die Bestimmung von funktionalen Gruppen von Sorbenten und die Bedingungen für das Gleichgewicht von Sorbens-Sorbat-Verbindungen. Am 30. Juni 2014 wurde Abbasov zum korrespondierenden Mitglied der Nationalen Akademie der Wissenschaften Aserbaidschans ernannt.

## Werke (Auswahl)
- A. D. Abbasov, M. S. Mamedova, M. T. Mamedova, M. M. Jafarli: The Obtainment of Selective Concentrates from the Flotation of Lead-Zinc Ores. In: European Science and Technology. Materials of the International Research and Practice Conference, Wiesbaden, January 31st, 2012. Bildungszentrum Rodnik e.V., Wiesbaden 2012, ISBN 978-3-9811753-1-8, S. 62–65 (englisch, sciencic.com [PDF; 27,5 MB; abgerufen am 12. Mai 2018]).
- A. D. Abbasov, M. M. Jafarli, F. S. Memedova, F. F. Heyderova: Thermodynamic characteristics of sorption of metal-ions by ion exchangers. In: Вестник Томского государственного университета. Химия. No. 1 (3), 2016, S. 71–78, doi:10.17223/24135542/3/7 (englisch).
- M Jafarli, A. Abbasov: Ion-Exchange properties of Diaion Cr 11, Amberlite Irc 748, and Dowex M 4195. In: Journal of the Turkish Chemical Society. Section A: Chemistry. VOl. 4, No. 1, 2017, S. 449–462, doi:10.18596/jotcsa.37004 (englisch, gov.tr [abgerufen am 12. Mai 2018]).
- A. D. Abbasov, F. S. Mamedova: The Equilibrium, Kinetics and Thermodynamics of Cu2+, Zn2+, Cd2+ and Pb2+ Sorption in Sorbents with Different Functional Groups. In: American Journal of Modern Physics. Vol. 7, No. 1, 2018, S. 14–20, doi:10.11648/j.ajmp.20180701.12 (englisch).